# Wilhelm IV. (Mâcon)
Wilhelm IV. (Guillaume IV.) (1180 bezeugt; † 1224) aus dem Haus Burgund-Ivrea war Graf von Mâcon und Graf von Vienne.
Er war der Sohn des Grafen Gerhard I. und der Judith von Lothringen.
Wilhelm IV. heiratete in erster Ehe Pontia von Beaujeu, Tochter von Humbert III., die Ehe blieb kinderlos. In zweiter Ehe heiratete er Scholastica von Champagne († 1219), Tochter von Heinrich I. von Champagne.
Wilhelm und Scholastica hatten vier Kinder:
- Gerhard II. († vor 1224), Graf von Mâcon und Vienne, ⚭ Alix Guigone von Forez
- Wilhelm, Domdechant in Besançon
- Heinrich († 1223 in Genf), Herr von Montmorot vor 1211; ⚭ Marguerite de Beaujeu, Tochter von Guichard IV.
- Beatrix, wohl 1224 Gräfin von Vienne; ⚭ vor Februar 1219 Hugues d’Antigny, Herr von Antigny und Pagny 1219/43

| Personendaten    | Personendaten             |
| ---------------- | ------------------------- |
| NAME             | Wilhelm IV.               |
| ALTERNATIVNAMEN  | Guillaume IV.             |
| KURZBESCHREIBUNG | Graf von Mâcon und Vienne |
| GEBURTSDATUM     | vor 1180                  |
| STERBEDATUM      | 1224                      |